# Nearcha ophla
Nearcha ophla là một loài bướm đêm trong họ Geometridae.